# Żółwinek bezzębny
Żółwinek bezzębny (Psacasta exanthematica) – gatunek pluskwiaka z podrzędu różnoskrzydłych i rodziny żółwinkowatych. Zamieszkuje południową część Europy, Afrykę Północną oraz zachodnią i środkową część Azji. Bytuje na terenach otwartych, ciepłych i nasłonecznionych. Żeruje na ogórecznikowatych.

## Taksonomia
Gatunek ten opisany został po raz pierwszy w 1763 roku przez Giovanniego Antonia Scopoliego pod nazwą Cimex exanthematicus. Jako miejsce typowe wskazano okolice Triestu we Włoszech. W 1781 roku Johan Christian Fabricius opisał go niezależnie pod nazwą Cimex pedemontanus i pod taką nazwą Odo Reuter wyznaczył go w 1888 roku gatunkiem typowym rodzaju Psacasta, wprowadzonego w 1839 roku przez Ernsta Friedricha Germara.
Żółwinek bezzębny klasyfikowany jest w podrodzaju nominatywnym rodzaju Psacasta wraz z pokrewnymi P. cypria i P. granulata. Systematyka tego podrodzaju zrewidowana w 2005 roku przez Attilia Carapezzę i Izjasława Kerżnera. Trzy podgatunki żółwinka bezzębnego uznane zostały za ważne:
- Psacasta exanthematica cerinthe (Fabricius, 1787)
- Psacasta exanthematica conspersa Germar, 1839
- Psacasta exanthematica exanthematica (Scopoli, 1763)

## Morfologia

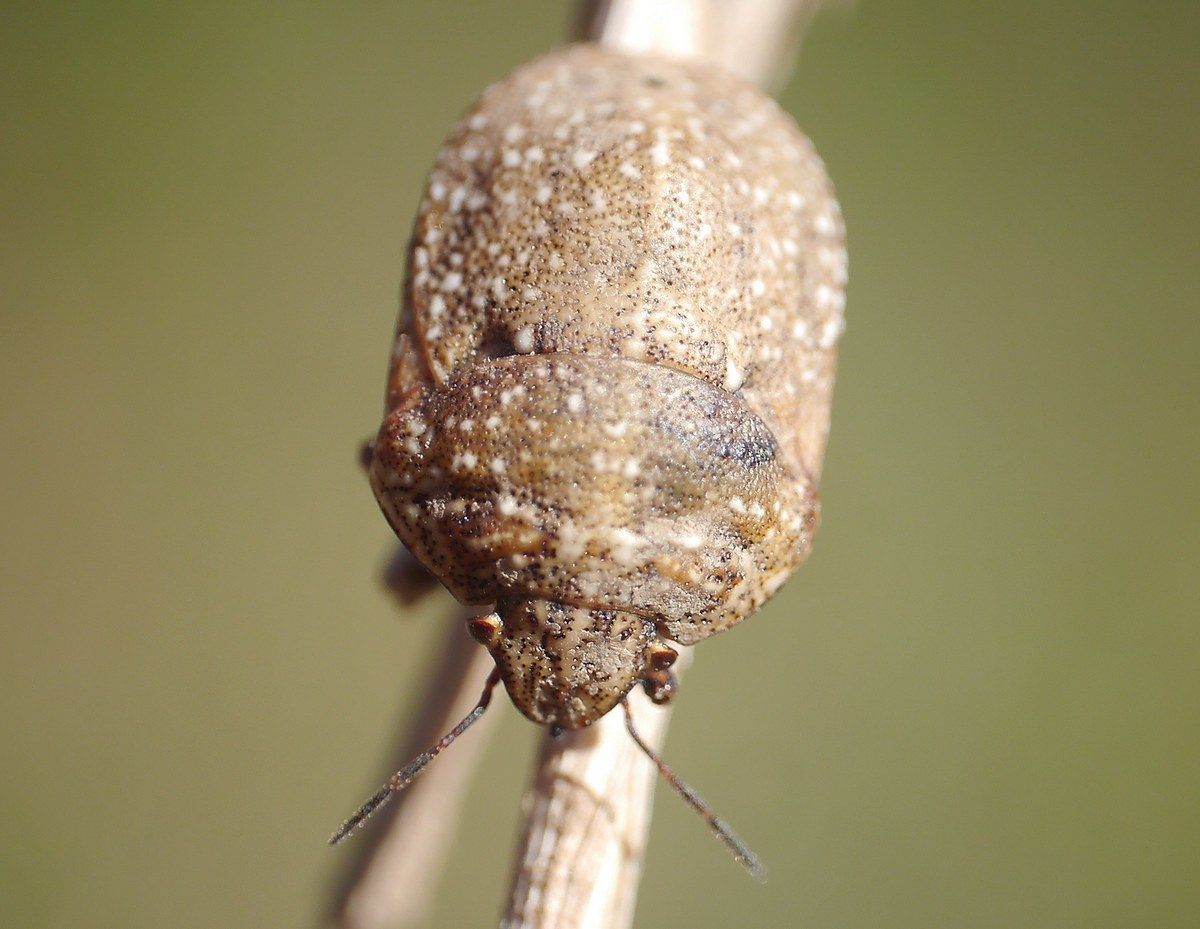
Jasno ubarwiony osobnik

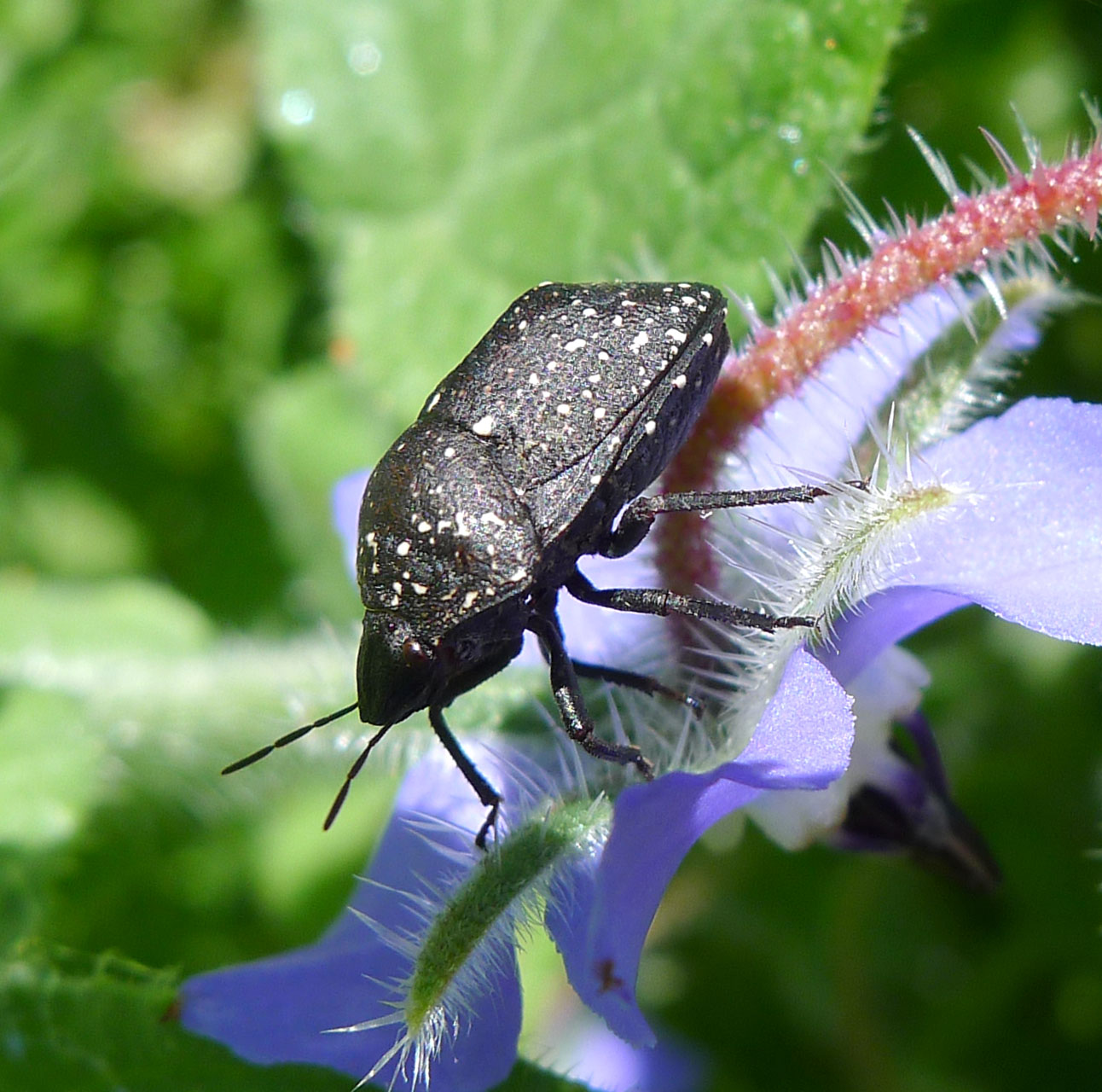
Imago, widok z boku

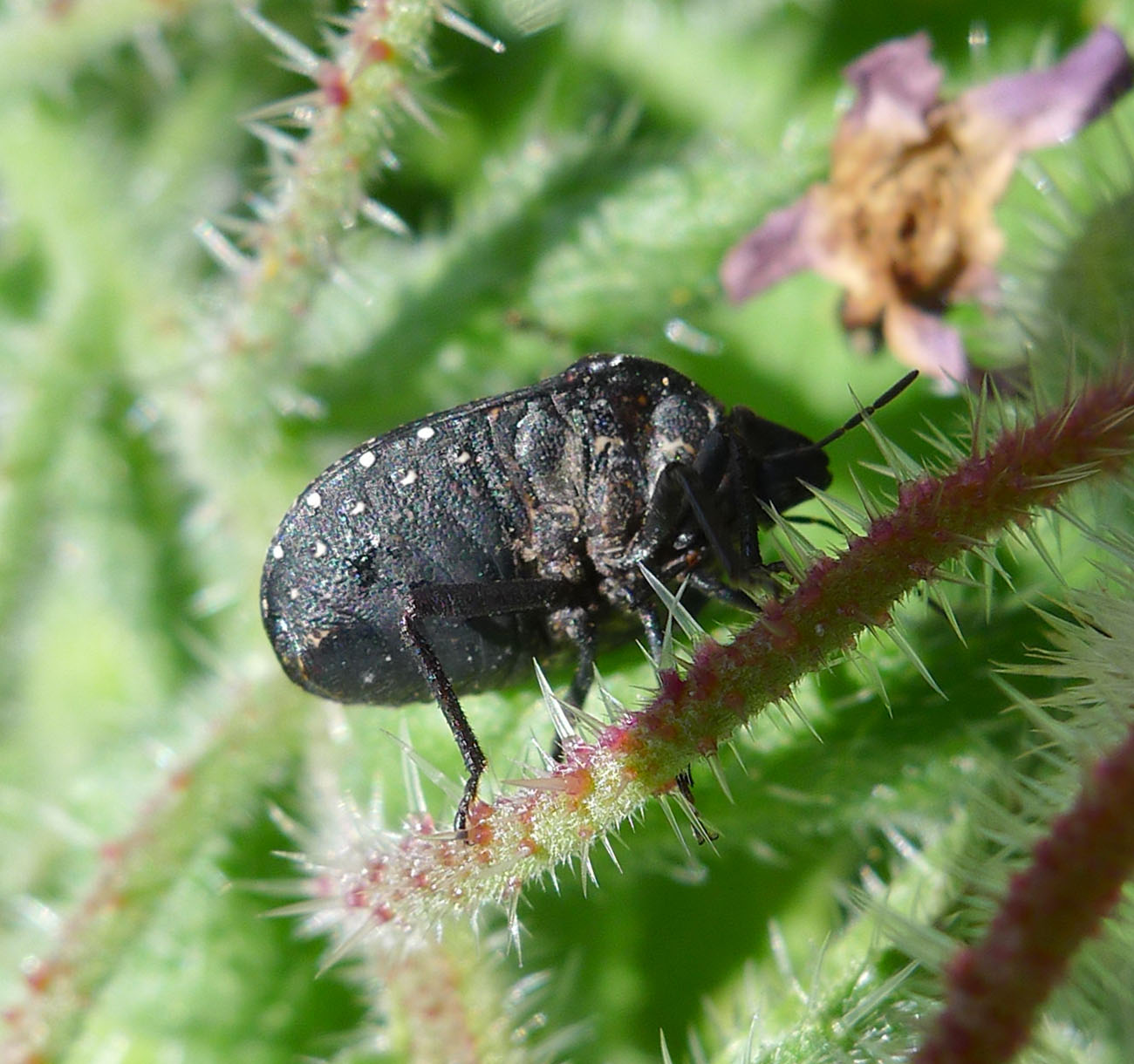
Imago, widoczny spód ciała

Pluskwiak o szeroko-owalnym w zarysie, grzbietowo mocno wypukłym ciele. W przypadku podgatunku nominatywnego samce osiągają od 9,8 do 10,9 mm, a samice od 10 do 11,9 mm, aczkolwiek znane są lokalne populacje z osobnikami mierzącymi od 8,4 do 8,6 mm. W przypadku P. e. cerinthe samce osiągają od 8 do 10,5 mm, a samice od 9,6 do 11,2 mm, zaś w przypadku P. e. conspersa samce osiągają od 7,9 do 9,7 mm, a samice od 8,2 do 10,2 mm (czasem więcej). Maksymalne wymiary u poszczególnych płci są mniejsze od minimalnych wymiarów pokrewnego P. cypria. Podstawowe ubarwienie ciała bywa od żółtobrązowego przez rudobrązowe i brunatne po czarne, niekiedy z lekkim połyskiem fioletowym. Typowo na tym tle występuje obfite nakrapianie barwy białej do żółtawej, przy czym plamki umieszczone są na niewielkich wyniosłościach oskórka. U podgatunku nominatywnego tło jest zwykle brązowe, a plamki rozmieszczone są gęsto i równomiernie, słabiej widocznymi będąc tylko u jaśniejszych osobników. U podgatunku P. e. cerinthe tło jest czarne, natomiast plamkowanie różni się u poszczególnych populacji i może być liczne, zredukowane lub całkiem nieobecne. U podgatunku P. e. conspersa barwa tła jest żółto- lub jasnobrązowa, a żółtawe plamkowanie jest słabiej widoczne niż u podgatunku nominatywnego i skoncentrowane głównie na bokach, jednak wyjątkiem są niektóre populacje z Kaukazu Północnego nie odbiegające ubarwieniem od podgatunku nominatywnego. Powierzchnia ciała jest gęsto punktowana.
Głowa ma czułki o członie trzecim bardzo krótkim, osiągającym od ¼ do ⅓ długości członu drugiego. Podobnie jak u innych przedstawicieli podrodzaju na bukuli brak jest zęba. Tarczka jest duża i szeroka. W widoku od góry listewki brzeżne odwłoka są słabo widoczne lub zupełnie nakryte tarczką. U samca na spodzie odwłoka występują matowe androkonia. Genitalia samca cechują się błoną łączną edeagusa o płatach bocznych zaopatrzonym w dwa lub trzy nieregularne szeregi ząbków.

## Biologia i ekologia
Owad ten zasiedla stanowiska otwarte, ciepłe i mocno nasłonecznione, w tym łąki, murawy, polany, tereny ruderalne, ogrody i przydroża. Zarówno larwy, jak i postacie dorosłe są fitofagami ssącymi soki z przedstawicieli rodziny ogórecznikowatych, w tym z farbowników, rumianic i żmijowców. Ubarwienie owadów upodabnia je do liści w nasadowych częściach rośliny.
Pluskwiak ten wydaje na świat jedno pokolenie w roku. Osobniki aktywne spotyka się od kwietnia do października. Postacie dorosłe nowego pokolenia pojawiają się od sierpnia i stanowią stadium zimujące.

## Rozprzestrzenienie
Gatunek palearktyczny.
Podgatunek nominatywny znany jest w Europie z Portugalii, Hiszpanii, Francji, Niemiec, Szwajcarii, Austrii, Włoch, Czech, Słowacji, Węgier, Krymu, Mołdawii, Rumunii, Bułgarii, Słowenii, Chorwacji, Bośni i Hercegowiny, Czarnogóry, Serbii, Albanii, Macedonii Północnej, Grecji oraz europejskiej części Turcji. Z Afryki Północnej podawany jest z Madery i Egiptu. W Azji stwierdzono jego występowanie w anatolijskiej części Turcji, Gruzji, Armenii, Azerbejdżanie, Syrii, Jordanii, Izraelu, Iraku i Iranie.
Podgatunek P. e. cerinthe znany jest z Portugalii, Hiszpanii, Korsyki, kontynentalnych Włoch, Malty, Maroka, Algierii i Tunezji. Podgatunek P. e. conspersa podawany jest z Węgier, Mołdawii, Ukrainy, europejskiej części Rosji, zachodniej Syberii, anatolijskiej części Turcji, Gruzji, Armenii, Azerbejdżanu, Kazachstanu, Turkmenistanu, Uzbekistanu, Tadżykistanu, Kirgistanu, Iranu i Afganistanu.
Do fauny Polski żółwinek bezzębny zaliczany był błędnie jeszcze na listach z 2004 roku. Doniesienie o odnalezieniu go na Śląsku z pracy z 1806 roku uznawane jest obecnie za niewiarygodne. W 1939 roku odłowiony został w Dereniówce – nazwę tę błędnie przyporządkowano do części obecnej Lubatowej w Beskidzie Niskim, podczas gdy chodziło o jar na ukraińskim Podolu.
W Niemczech owad ten ograniczony jest w swym zasięgu do południowej Bawarii i Niziny Gónoreńskiej. Na „Czerwonej liście gatunków zagrożonych Republiki Czeskiej” umieszczony jest jako gatunek zagrożony wymarciem (EN).